# エリーザベト・フォン・ハプスブルク
エリーザベト・フォン・ハプスブルク（独: Elisabeth von Habsburg）またはエリーザベト・フォン・エスターライヒ（Elisabeth von Österreich, 1437年頃 - 1505年8月30日）は、ポーランド王およびリトアニア大公であるカジミェシュ4世の妃。ポーランド語名はエルジュビェタ・ラクシャンカ（Elżbieta Rakuszanka）。ローマ王アルブレヒト2世（ボヘミア王、ハンガリー王、オーストリア公を兼ねた）と妃エリーザベト・フォン・ルクセンブルク（同じく皇帝と2つの王位を兼ねたジギスムントの娘）の次女。姉にテューリンゲン方伯ヴィルヘルム3世夫人アンナ、弟にオーストリア公を継承し、2つの王位にもついたラディスラウスがいる。

## 生涯
1439年に父を、1442年に母を幼くして亡くし、一族のフリードリヒ3世（皇帝、当時は戴冠前でローマ王）の後見を受ける。1454年にカジミェシュ4世と結婚し、2人の間には、曾祖父・祖父・叔父と同様にボヘミアとハンガリーの王を兼ねたウラースロー2世、相次いでポーランド王位を継承したヤン1世、アレクサンデル、ジグムント1世ら13人の子が生まれた。

## 子女
- ウラースロー2世（1456年 - 1516年）　ボヘミア王およびハンガリー王
- ヤドヴィガ（1457年 - 1502年） - バイエルン＝ランツフート公ゲオルクと結婚
- カジミェシュ（1458年 - 1484年） - リトアニアの守護聖人
- ヤン1世オルブラフト（1459年 - 1501年） - ポーランド王
- アレクサンデル（1461年 - 1506年） - リトアニア大公、後にポーランド王
- ゾフィア（1464年 - 1512年） - ブランデンブルク＝アンスバッハ辺境伯フリードリヒ5世と結婚
- エルジュビェタ（1465年 - 1466年）
- ジグムント1世（1467年 - 1548年） - リトアニア大公、後にポーランド王
- フリデリク（1468年 - 1503年） - 枢機卿、クラクフ司教、グニェズノ大司教
- エルジュビェタ（1472年 - 1480年頃）
- アンナ（1476年 - 1503年） - ポメラニア公ボギスラフ10世と結婚
- バルバラ（1478年 - 1534年） - ザクセン公ゲオルクと結婚
- エルジュビェタ（1483年 - 1517年） - レグニツァ公フリデリク2世と結婚

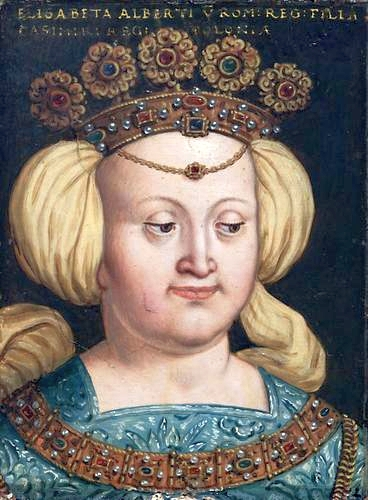
エリーザベト・フォン・ハプスブルク（16世紀）